# Eugene Sledge
Pour les articles homonymes, voir Sledge.
Eugene Bondurant Sledge (4 novembre 1923 – 3 mars 2001) est un ancien Marine américain. Devenu professeur d'université, il écrivit ses mémoires de guerre en 1981 : With the Old Breed : At Peleliu and Okinawa (The Old Breed est le surnom de la Première Division de Marines). Il y décrit son expérience au combat durant la Seconde Guerre mondiale. Elles furent utilisées par Ken Burns pour son documentaire The War, ainsi que par les producteurs de la série The Pacific dans laquelle son personnage est interprété par Joseph Mazzello.

## L'enfance
Fils de Edward S. Sledge et de Mary F. Sturdivant, Eugene B. Sledge est né le 4 novembre 1923 à Mobile en Alabama. Enfant, Sledge passa de longues heures à explorer et à observer la nature environnante, tout en cherchant des reliques de la guerre de Sécession à laquelle deux de ses arrière-grands-pères avaient participé du côté confédéré.
Après l'attaque de Pearl Harbor le 7 décembre 1941, Sledge voulut s'engager dans le corps des Marines avec Syd Philips, son meilleur ami. Mais, selon Philips, sa scolarité avait pris du retard en raison de rhumatismes articulaires et un souffle au cœur l'empêcha d'être mobilisable. Philips rejoignit donc le centre de recrutement sans lui.

## La carrière militaire
Sledge sortit diplômé du lycée Murphy de Mobile en mai 1942. Il intégra l'Institut Militaire de Marion (Alabama) l'automne suivant et choisit le corps des Marines en décembre 1942. Après une brève formation d'officier à l'Institut de Technologie de Géorgie en 1943-1944, il quitta le programme pour servir comme soldat de première classe. Sledge reçut un entrainement de base de Marine à San Diego puis au Camp Elliott. Il fut enrôlé comme servant de mortier de 60 mm dans la Compagnie K, 3e Bataillon, 5e régiment, 1re division des Marines.
Après une formation complémentaire en Nouvelle-Calédonie et à Pavuvu (Salomon), Sledge participa à ses premiers combats sur l'île de Peleliu en septembre 1944. Cette épreuve physique et psychologique le marqua à vie. Après une période de repos et de soins à Pavuvu, suivie de manœuvres à Guadalcanal et Ulithi, l'unité de Sledge retourna au combat à Okinawa le 1er avril 1945. La bataille d'Okinawa fut la plus meurtrière de la guerre du Pacifique : en presque trois mois, plus de 50 000 soldats américains furent tués, blessés ou portés disparus au combat.
Sledge, surnommé « Sledgehammer » (la massue) par ses camarades, prit part aux combats durant 82 jours, jusqu'à ce que l'île fût déclarée sécurisée le 23 juin 1945. Malgré les lourds dégâts subis par son unité, il survécut à la guerre sans blessure physique. Il lui fallut toutefois du temps pour guérir de ses blessures psychologiques.

## L'après-guerre
Après la capitulation japonaise en août 1945, Sledge fut affecté à Pékin, en Chine, au sein des forces d'occupation. Il fut libéré du corps des Marines en février 1946 avec le grade de caporal. Sledge retourna dans l'Alabama mais eut du mal à réintégrer la vie civile. Il s'inscrivit à l'Institut Polytechnique d'Alabama (aujourd'hui l'Université d'Auburn) et décrocha un diplôme en administration d'affaires en 1949. Après ses études, Sledge entama une carrière dans les assurances et l'immobilier à Mobile mais sans grand enthousiasme. Il se maria à Jeanne Arceneaux en 1952. Ils eurent deux fils : John (né en 1957) et Henry (né en 1965).

Sur les conseils de son père, Sledge retourna sur les bancs de Auburn et décrocha une maîtrise de botanique en 1955.
En 1960, Sledge obtint un doctorat de zoologie à l'Université de Floride. Après avoir travaillé deux ans au Département d'agriculture de Floride, il rejoignit la faculté de biologie de l'université de l'Alabama (aujourd'hui Université de Montevallo) où il enseigna la biologie, la physiologie et l'histoire des sciences. Il devint un spécialiste des nématodes et publia nombre d'articles à leur sujet. Apprécié de ses collègues et de ses étudiants, il prit sa retraite en 1990.

## Les écrits
Ce qui rendit Eugene Sledge célèbre furent moins ses articles scientifiques que ses mémoires de guerre : With the Old Breed : At Peleliu and Okinawa (1981) et China Marine : An Infrantry's Life after World War II (2002). Bien que With the Old Breed fût publié presque 40 ans après les faits évoqués, Sledge avait commencé la rédaction durant la guerre. Il rédigea clandestinement quantité de notes durant les combats à Peleliu et Okinawa sur une édition de poche du Nouveau Testament. Il s'est servi de ce matériau et d'autres écrits pour commencer la rédaction de ses mémoires à la fin des années 1970. Selon son fils John, Sledge écrivit ses mémoires rapidement, comme s'il était « sous dictée ». Initialement il écrivit pour raconter son expérience de la guerre à sa seule famille, mais sa femme le persuada de publier. Son second ouvrage, China Marine, décrit sa vie d'après-guerre à Pékin, son retour à Mobile et son retour difficile à la vie civile. Il fut publié en 2002, après sa mort.
With the Old Breed est considéré comme un ouvrage de référence par les historiens et les vétérans sur ce que furent les combats dans le Pacifique. Le récit de Sledge est caractérisé par sa simplicité, sa description quasi clinique des combats d'infanterie et de leurs effets physiques et psychologiques. Il décrit en détail la lutte pour la survie sur le front et les effets débilitants sur les hommes de la peur, de la fatigue et de la saleté permanentes. Ses mémoires évoquent également les douloureux épisodes de la brutalité des soldats américains aussi bien que celle des soldats japonais. Il écrit honnêtement à quel point les deux armées se détestaient au point que la profanation des corps était courante des deux côtés.

Malgré l'accent mis sur les horreurs de la guerre et de son gâchis, With the Old Breed est aussi l'occasion pour Sledge d'exprimer sa fierté de soldat et son admiration pour la bravoure et les sacrifices de ses camarades. D'ailleurs son expérience de la guerre ne l'a pas rendu pacifique pour autant. Dans l'épilogue de son second livre de mémoires, China Marine, Sledge raconte qu'il ne déplore pas l'usage qu'il a fait de son mortier, de son fusil ou de son pistolet-mitrailleur Thompson pour tuer des ennemis mais, au contraire, qu'il regrette ceux qu'il a manqués.
Eugene B. Sledge est mort d'un cancer de l'estomac le 3 mars 2001. Il est inhumé au cimetière de Pine Crest à Mobile.
En 2019 est publié l'un de ses livres traduit en français, Frères d'armes (Les Belles lettres, 536 p.).

## Décorations
Presidential Unit Citation avec deux étoiles d'argent

Good Conduct Medal

China Service Medal

Asiatic-Pacific Campaign Medal avec deux étoiles de bronze

World War II Victory Medal

Navy Occupation Service Medal